# Burian Osovský z Doubravice
Burian Osovský z Doubravice (počátek 16. století – 1563) byl český šlechtic.

## Biografie
Burian se narodil pravděpodobně na počátku 16. století, jeho otcem byl Smil II. Osovský z Doubravice, matkou Eliška Bítovská z Lichtenburka. V roce 1529 se v pomocném moravském vojsku zúčastnil tažení proti Turkům u Vídně. Po tom, co Smil Osovský v roce 1547 zemřel, se jeho synové Jaroslav, Karel a Burian podělili o statky Okarec, Valeč a Vedrovice. Burian získal Valeč, ale již v roce 1558 statek prodal. V roce 1556 však od Vratislava II. z Pernštejna a na Židlochovicích zakoupil třebíčské panství se zpustlým klášterem. Kvůli tomu se velmi výrazně zadlužil a byl proto donucen odprodávat jiný svůj majetek. Dluhy vzniklé nákupem panství Třebíč se snažil umořit také podporou vrchnostenského podnikání, čímž se opakovaně dostával do konfliktu s třebíčskými měšťany.
S třebíčskými měšťany vedl mnoho sporů, mimo jiné o stavbu pivovaru nebo mílové právo. Stejně tak vedl spory s Třebíčany o tom, zda by měla nebo neměla ve městě působit Bratrská jednota, tu Burian Osovský podporoval, třebíčští měšťané méně. Zemřel v roce 1563. Dochovaný náhrobní kámen je vystaven v třebíčském zámku.